# Mongo Santamaría
Pour les articles homonymes, voir Santamaria (homonymie).
Ramón « Mongo » Santamaría, né le 7 avril 1917 à La Havane (Cuba) et mort le 1er février 2003  à Miami (États-Unis), est un percussionniste et chef d'orchestre cubain. Il est parmi les figures de proue du latin jazz.

## Biographie
Né à Cuba le 7 avril 1917, il est surnommé Mongo par son père, ce qui signifie en malien « le chef de la tribu ». Son père est un ouvrier du bâtiment, et meurt quand il était enfant. Sa mère l'a élevé et vendait du café et des cigarettes sur les marchés publics. Pour fuir la pauvreté, Santamaria se réfugie dans la musique et la danse dans les rues comme de nombreux Afro-cubains de la même condition de sa ville natale.
En 1937, Santamaria rejoint le groupe Septeto Boloña. Au début des années 1940, il jouait des congas avec l'Orquesta Cubaney lors d'émissions de radio régulières à La Havane. Grâce à ses émissions, cette formation musicale a présenté un certain nombre de musiciens qui deviendront plus tard célèbres auprès du public national cubain.
En 1948, Santamaría se rend à Mexico pour une tournée avec la troupe de danse d'Armando Peraza. Deux ans plus tard, les deux artistes déménagent à New York, où ils ont apporté des rythmes de jazz afro-cubain et de salsa avec des musiciens tels que Pérez Prado, Tito Puente, Cal Tjader, Fania All Stars, etc.
En 1963 il a eu un grand succès avec son interprétation de Watermelon Man, composition écrite par Herbie Hancock.
Il est également le compositeur d’Afro Blue, qui fut repris de nombreuses fois, notamment par John Coltrane, McCoy Tyner, Michel Camilo, John McLaughlin ou plus récemment par Carlos Santana, en compagnie de Chick Corea, Wayne Shorter, Herbie Hancock, John McLaughlin et Ravi Coltrane.
Durant l'été 1969, il se produit au Harlem Cultural Festival.
Il meurt le samedi 1er février 2003 à Miami, des suites d'un accident vasculaire cérébral, en laissant derrière lui une multitude d'albums.

## Discographie

### Albums Studio & Compilations
- 1952 : Mongo Santamaría and his afro-cuban beaters
- 1954 : Chango (Tico Records LP-137 - 10" inch)
- 1955 : Tambores y Cantos
- 1958 : Yambu
- 1959 : Mongo
- 1960 : Our Man In Havana
- 1960 : Sabroso! avec le tresero et compositeur Andrés Echeverría
- 1960 : Mongo en La Habana avec Carlos Embale et Merceditas Valdés
- 1961 : Arriba! La Pachnaga
- 1961 : Mas Sabroso
- 1962 : Go, Mongo!
- 1962 : Watermelon Man
- 1962 : Viva Mongo
- 1963 : Mongo at The Village Gate
- 1963 : Mongo Introduces La Lupe
- 1964 : La Bamba
- 1964 : Mighty Mongo
- 1965 : El Pussy Cat
- 1965 : El Bravo
- 1967 : Mongomania
- 1967 : Mongo Explodes
- 1967 : Explodes at the Village Gate
- 1967 : Hey! Let's Party
- 1969 : Working on a Groovy Thing
- 1969 : Stone Soul
- 1969 : Afro American Latin
- 1969 : Soul Bag
- 1970 : All Strung Out
- 1970 : Feeling Alright
- 1970 : Mongo's Way
- 1970 : Mongo 70
- 1971 : Mongo at Montreaux
- 1972 : Up From the Roots
- 1972 : Fuego
- 1972 : Afro Roots (compilation RCA de "Mongo" et "Yambu")
- 1974 : Live At Yankee Stadium
- 1975 : Afro-Indio
- 1976 : Sofrito
- 1976 : Ubane
- 1977 : Dawn
- 1977 : Amenecer
- 1978 : A La Carte
- 1978 : Drums and Chants
- 1979 : Red Hot
- 1980 : Images
- 1980 : Summertime
- 1980 : Montreaux Heat
- 1983 : Mongo Magic
- 1984 : Free Spirit
- 1987 : Soy Yo
- 1988 : Soca Me Nice
- 1989 : Ole Ola
- 1990 : Live at Jazz Alley
- 1993 : Mambo Mongo
- 1995 : Conga Blue
- 1996 : Brazilian Sunset
- 1996 : Mongo Returns
- 1997 : Come on Home
- 2000 : Le Sorcier des Congas

### Musiques de Films
- Che ! - percussions sur la bande originale du film - (Tetragammatron Records 1968)

## Distinctions
Il reçoit un Grammy Award pour son album Amanecer sorti en 1977.